# Desmeocraera cana
Desmeocraera cana är en fjärilsart som beskrevs av Wichgraf 1921. Desmeocraera cana ingår i släktet Desmeocraera och familjen tandspinnare. Inga underarter finns listade i Catalogue of Life.